# Jose B. Lingad

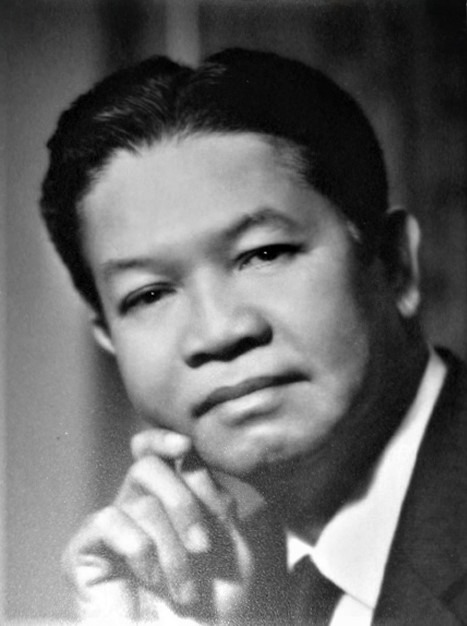
Joe Lingad

Jose (Joe) Bulaon Lingad (Lubao, 24 november 1914 – San Fernando, 16 december 1980) was een Filipijns advocaat, veteraan uit de Tweede Wereldoorlog, politicus en martelaar die van 1948 tot 1951 provinciegouverneur van Pampanga was en van 1969 tot 1972 congreslid namens het eerste district van die provincie.
Lingad werd op 16 december 1980 doodgeschoten toen hij een benzinestation was binnengegaan.